# Institut Interuniversitari de Filologia Valenciana
L'Institut Interuniversitari de Filologia Valenciana (IIFV) és una entitat que uneix els investigadors universitaris de llengua i literatura catalanes, especialment aquella del País Valencià. L'Institut va ser creat l'any 1978 pel professor Manuel Sanchis i Guarner, i va ser constituïda per un Decret de la Generalitat Valenciana l'any 1994. L'integren la Universitat de València-Estudi General, la Universitat d'Alacant i la Universitat Jaume I, de Castelló de la Plana, és a dir, les tres universitats valencianes amb estudis superiors de filologia.

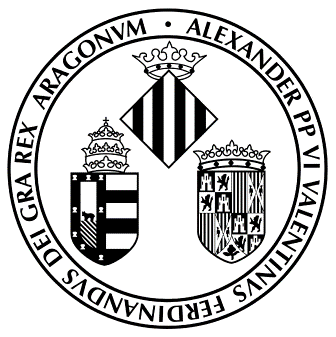
Escut de la Universitat de València

## Objectius
- L'estudi lingüístic i literari del valencià, dins el marc general de la llengua i la literatura catalana.
- Finalitats docents i investigadores.
- Assessorament en tots els àmbits relacionats amb el fet lingüístic i literari valencià.
- Independentment de l'autonomia de cada universitat, l'IIFV serà l'únic organisme que, en nom de totes les universitats que l'integren, podrà assessorar i dictaminar en les matèries filològiques de la seua competència.

## Estructura interna
L'IIFV consta d'una Junta Directiva, d'un Consell General i d'un Consell Assessor, a més de personal tècnic i auxiliar i becaris. El Consell General, integrat actualment per quaranta-nou especialistes en filologia valenciana, elegeix de manera quadriennal el Director i és l'encarregat de dur a terme els objectius científics de l'IIFV. El Director governa amb una Junta Directiva. D'altra banda, el Consell Assessor, integrat per onze especialistes d'arreu del món, té com a missió assessorar el Consell General en els aspectes científics en què és requerit. Actualment, el director de l'IIFV és Vicent Josep Escartí.

## Història
Als anys 60, i arran de la deriva secessionista de l'associació, Manuel Sanchis i Guarner i molts altres intel·lectuals valencians, sobretot del cercle de Joan Fuster, van ser expulsats de lo Rat Penat, que passà a ser controlada per l'aparat cultural del franquisme i els pensadors Xavier Casp i Miquel Adlert. Això va provocar que el País Valencià es quedara orfe d'institucions que analitzaren la cultura i la llengua pròpies, rellevant-la a la iniciativa privada de les editorials a publicar els estudis que anaven sorgint, sense un ens centralitzador que coordinara els treballs.
Molts dels pensadors del moment participaren de l'Institut d'Estudis Catalans, però era necessària una entitat centrada en el País Valencià que no acceptara les tesis secessionistes. L'any 1978 es publicà l'ordre ministerial de creació a la Universitat de València de l'Institut Universitari, que amb l'adhesió de la Universitat d'Alacant i la Universitat Jaume I de Castelló de la Plana en 1994 es transformà en l'Institut Interuniversitari de Filologia Valenciana, denominació que ha mantingut fins a l'actualitat.

## Publicacions
A banda de jornades en diversos temes filològics, l'Institut coordina la publicació de diversos materials en format escrit:

### Llibres
- Biblioteca Sanchis Guarner: Publicacions diverses d'investigacions de llengua i cultura, amb la col·laboració de les Publicacions de l'Abadia de Montserrat.[4]
- Symposia Phylologica: Publicacions sobre simposis i actes de les principals jornades d'investigació organitzades per l'Institut.[5]
- Biblioteca Essencial: Coeditada amb Bromera, ofereix llibres de síntesi de diversos temes filològics, per a facilitar la seua difusió i la divulgació al públic general.[6]
- La Guia d'usos lingüístics (I), manual de referència gramatical resumit i dirigit al públic universitari.[7]

### Revistes
La publicació més estable de l'Institut es concentra en la revista Caplletra. De tirada semestral, vol donar difusió als estudis filològics mundials, amb especial atenció a la filologia catalana, editada des de l'any 1986 amb les Publicacions de l'Abadia de Montserrat. Anteriorment, editava la revista de crítica literària Caràcters, però a partir d'octubre de 2005 passa a ser editada directament per la Universitat de València. També participa en l'edició de la Catalan Journal of Linguistics, editat per la Universitat Autònoma de Barcelona.

## Directors
Les persones que han dirigit l'Institut han estat:
| Període         | President                      |
| --------------- | ------------------------------ |
| 1978-1981       | Manuel Sanchis i Guarner       |
| 1981-1982       | Joan Fuster i Ortells          |
| 1983-1986       | Antoni Ferrando i Francès      |
| 1986-1992       |                                |
| 1992-2001       | Antoni Ferrando i Francès      |
| 2001-2003       | Rafael Alemany Ferrer          |
| 2004-2007       | Joan J. Ponsoda i Sanmartín    |
| 2007-2015       | Ferran Carbó Aguilar           |
| 2015-2018       | Joan Rafael Ramos Alfajarín    |
| 2018-actualitat | Vicent Josep Escartí i Soriano |